# Cleora subcincta
Cleora subcincta là một loài bướm đêm trong họ Geometridae.